# Grünfläche an der Schittgablerstraße

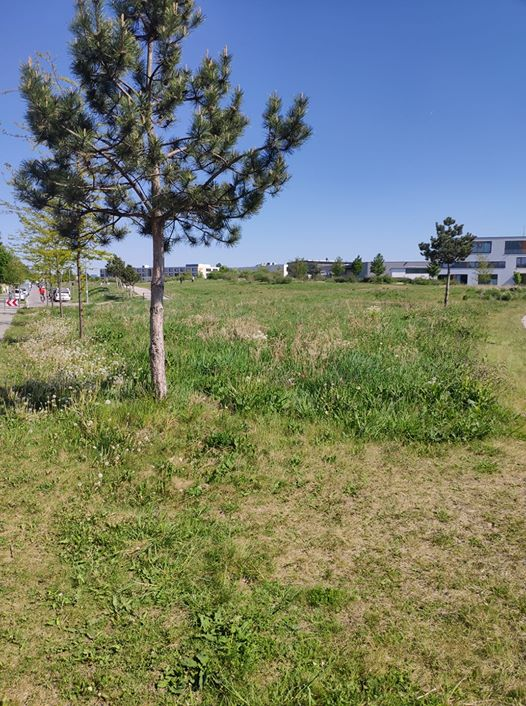
Magerwiese an der Schittgablerstraße

Die Grünfläche an der Schittgablerstraße ist ein 3,75 Hektar großer Park im Münchner Stadtteil Lerchenau. Er wurde im Herbst 2019 eingeweiht.
Der Park hat einen Rodelhügel mit Großschaukel, eine Seilbahn, Tischtennisplatten, einen Bolz- und Basketballplatz, eine Skaterbahn, einen Spielplatz, eine Spielwiese sowie 111 Bäume. Ein Großteil des Sekundärbiotops ist als Magerwiese gestaltet und ist Teil des Münchner Grüngürtels.

## Geschichte
Die Grünfläche befindet sich auf dem Gebiet der um 1920 errichteten Kolonie Lerchenau. Die artenreiche Magerwiese und Ruderalflur südlich der Schittgablerstraße galt in den 1990ern bis zu seiner Überbauung 2011 zum Gewerbegebiet als eine der artenreichsten Brachflächen im Stadtgebiet. Es war insbesondere eines der besten und letzten Vorkommen vom Frühlings-Mohrenfalter (Erebia medusa) im Stadtgebiet Münchens. Weitere dort vorkommende Tagfalterarten waren u. a. Aricia agestis, Polyommatus bellargus, Plebeius idas und Spialia sertorius. Ab 2016 wurde das Gewerbegebiet teilweise abgerissen und von der Knorr-Bremse für ca. 1,8 Millionen Euro die heutige Parkanlage errichtet. Der Boden war Stand 2016 wegen der früheren gewerblichen Nutzung zu 96 Prozent mit Schadstoffen kontaminiert, weshalb die Fläche abgedichtet und überschüttet wurde. Die Fläche ist in Besitz von Knorr-Bremse, wird aber öffentlich genutzt.

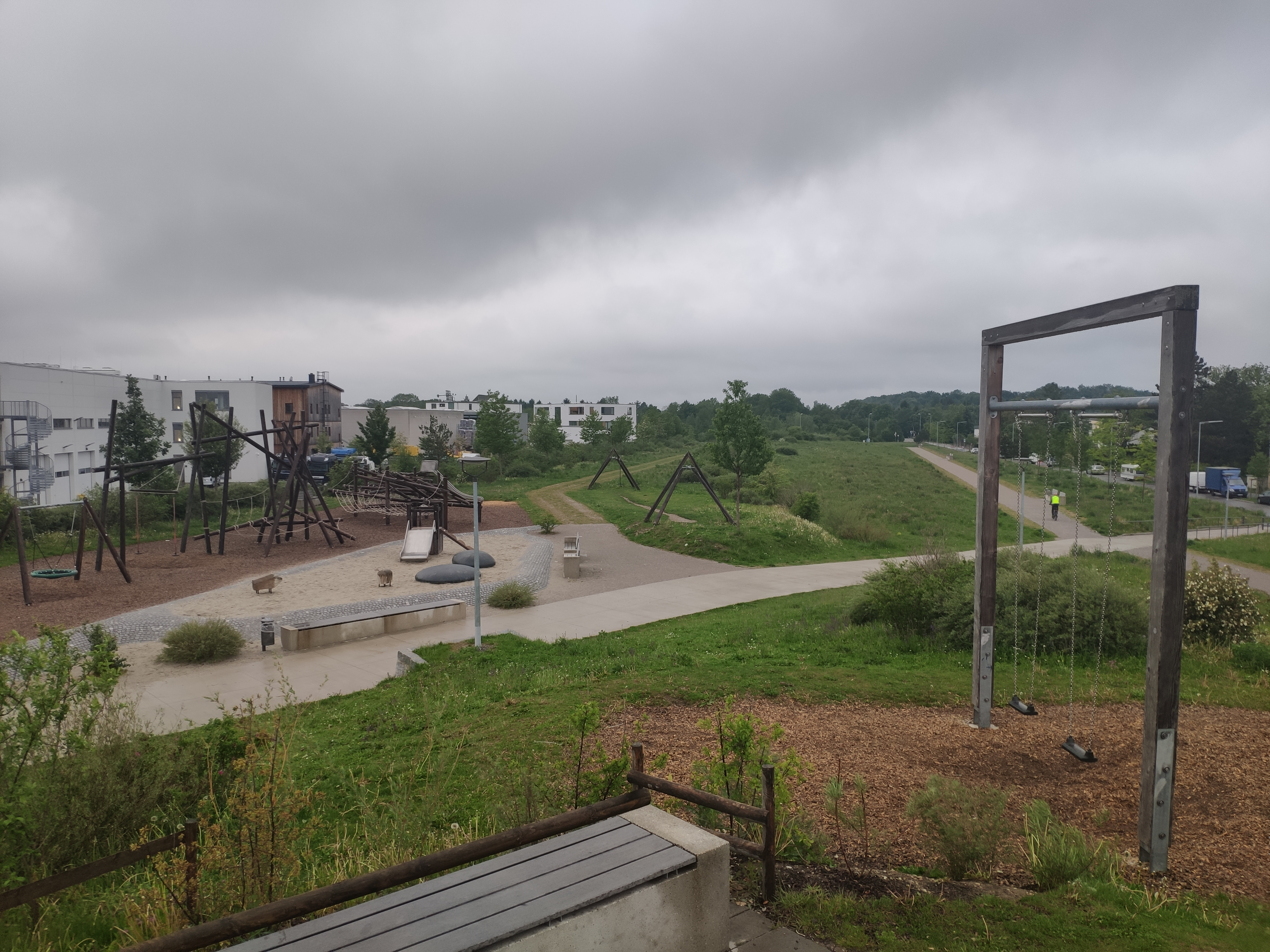
Blick vom Hügel auf den Spielplatz
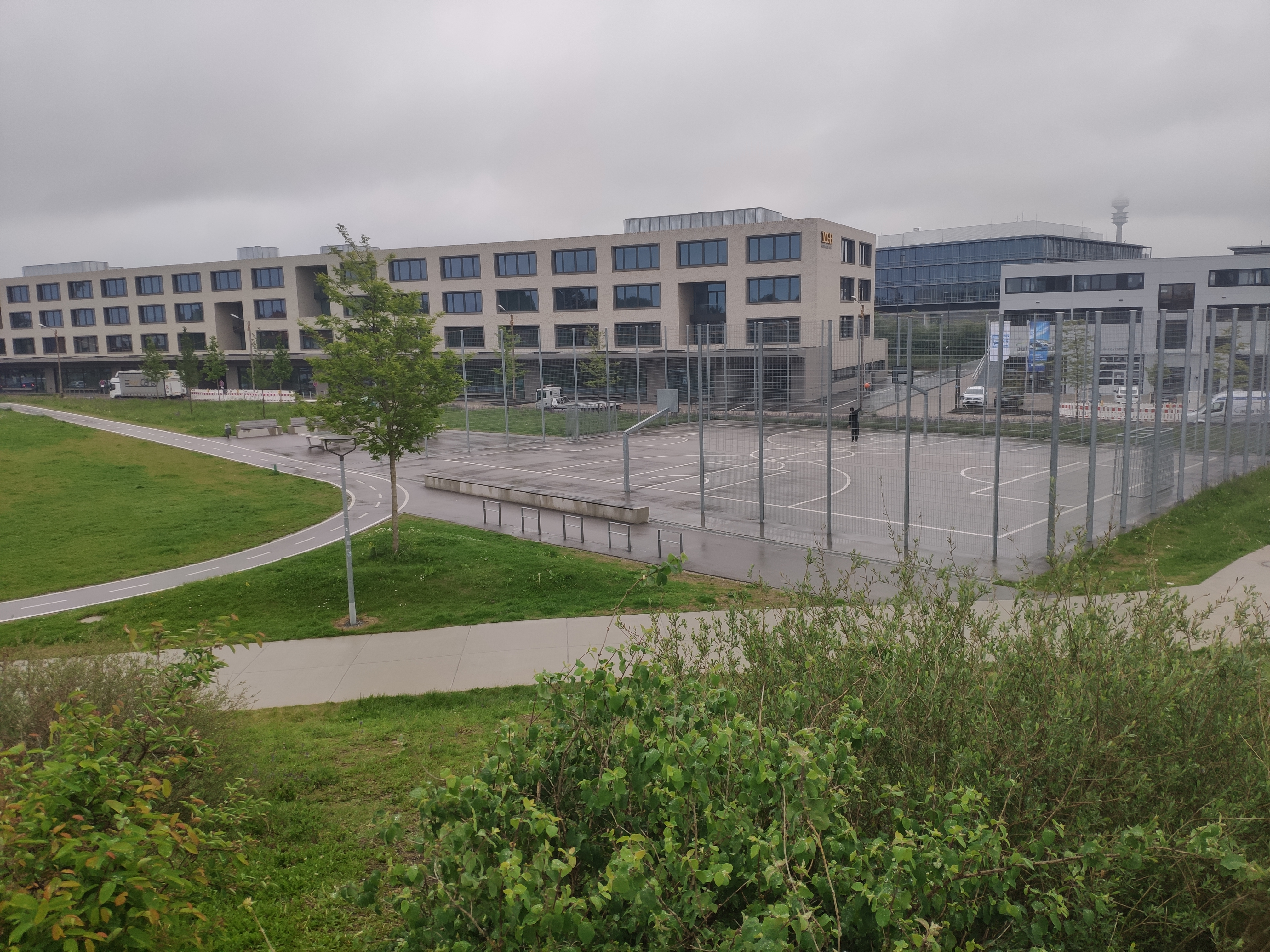
Blick vom Hügel auf den Hartplatz
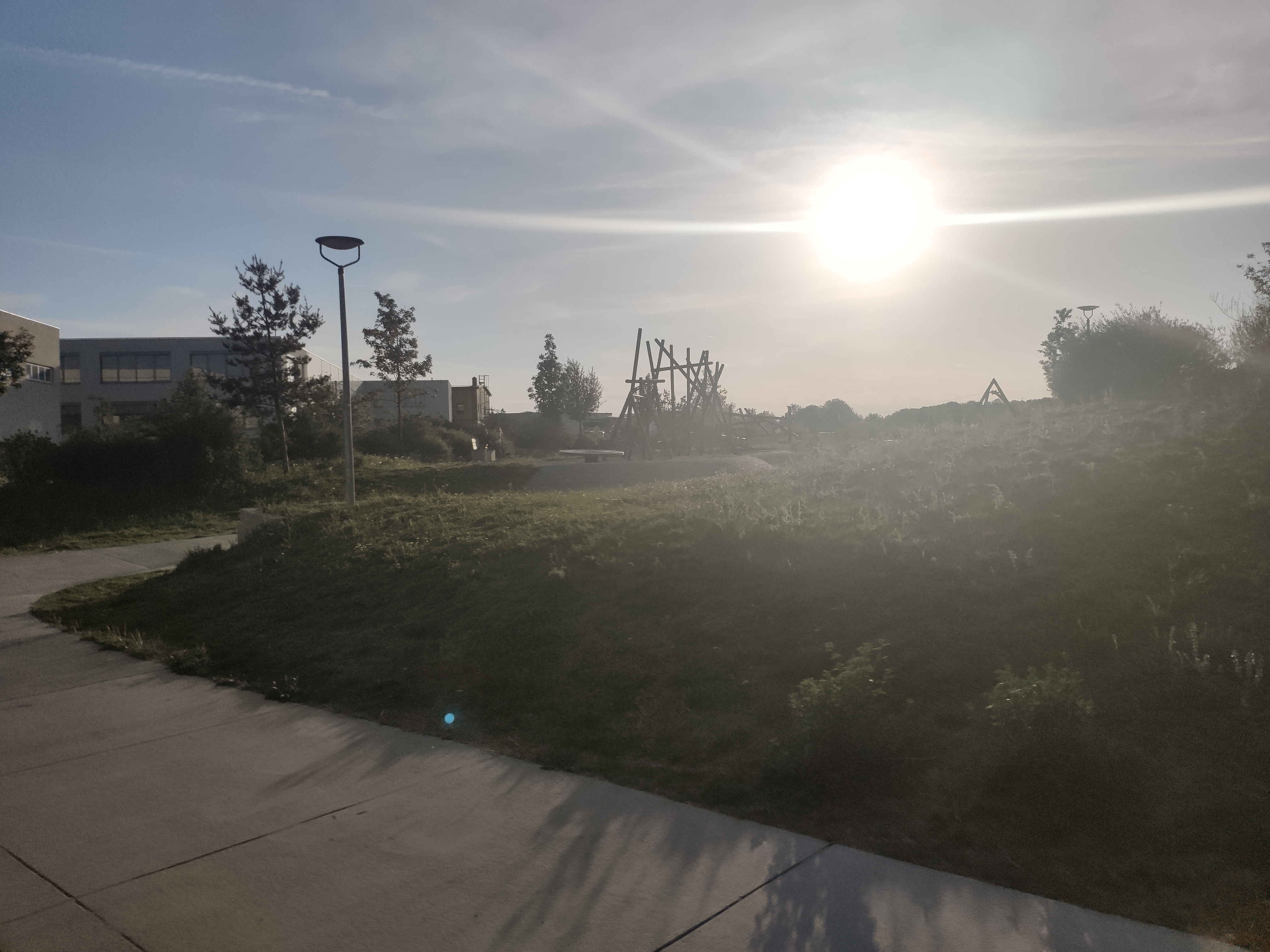
Klettergerüst
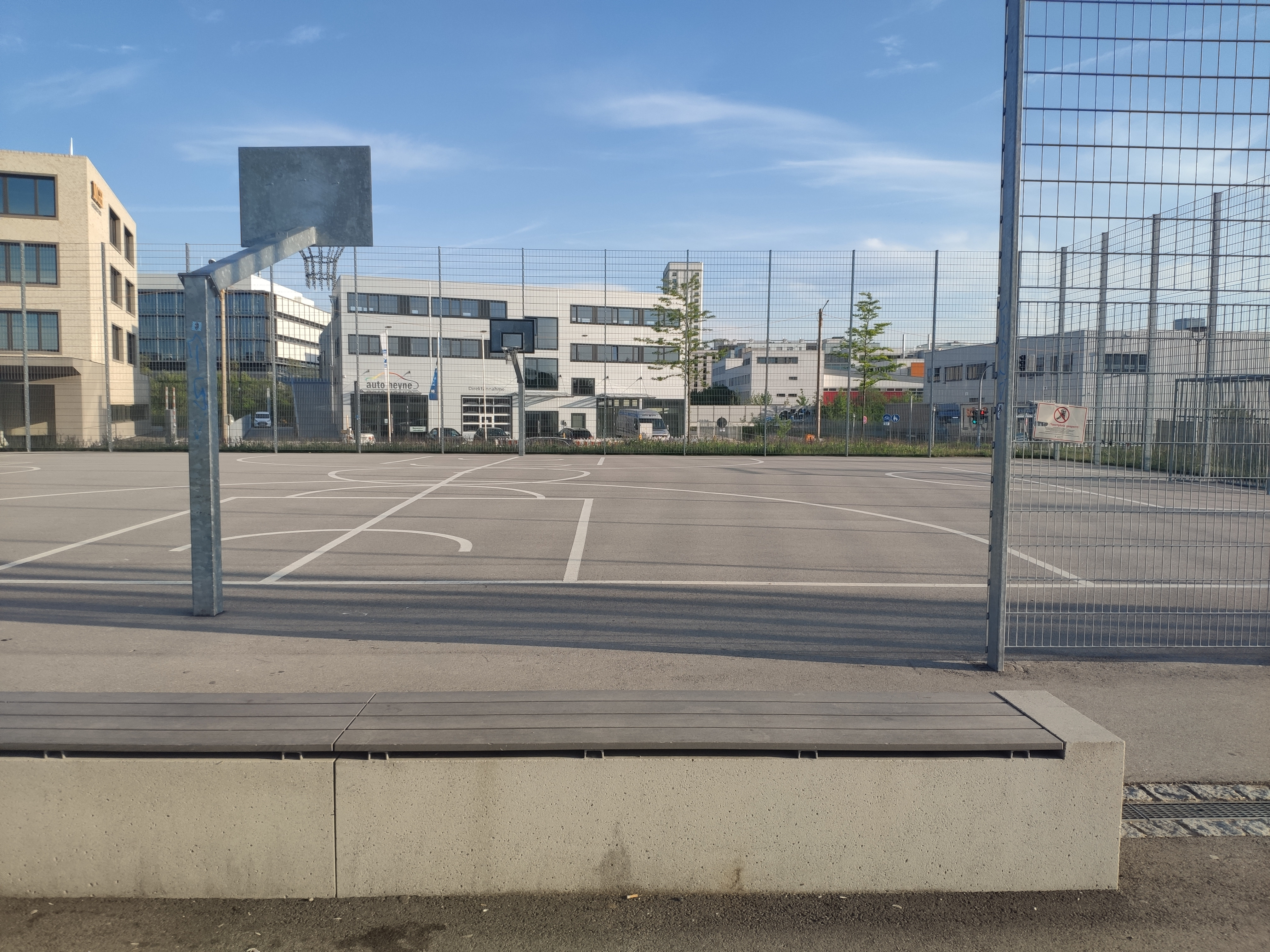
Basketballplatz im Park
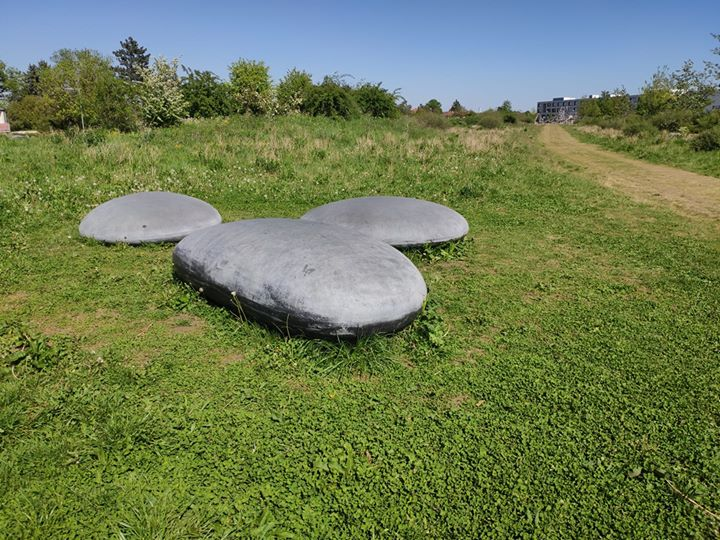
Steinhaufen
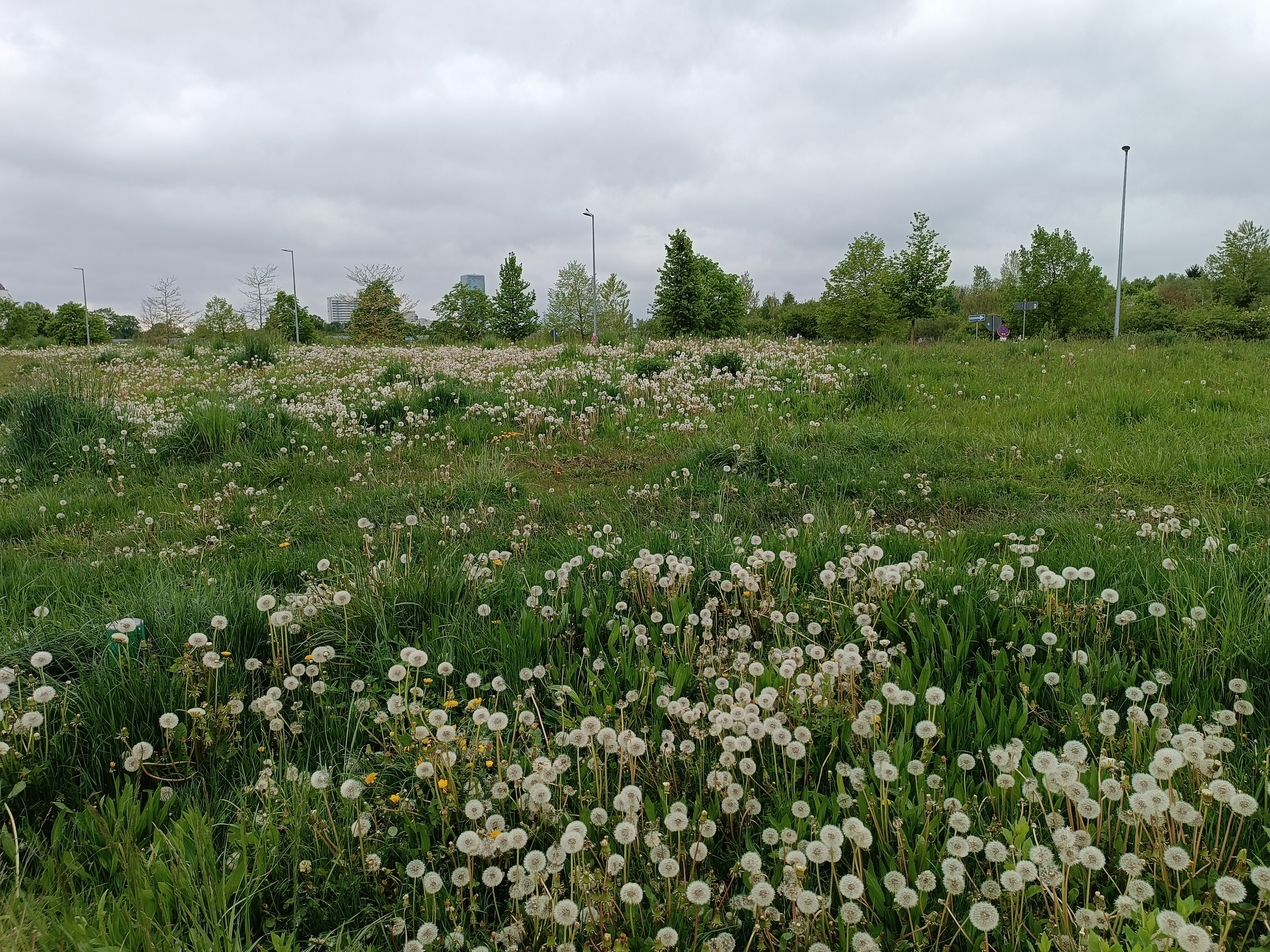
Wiese
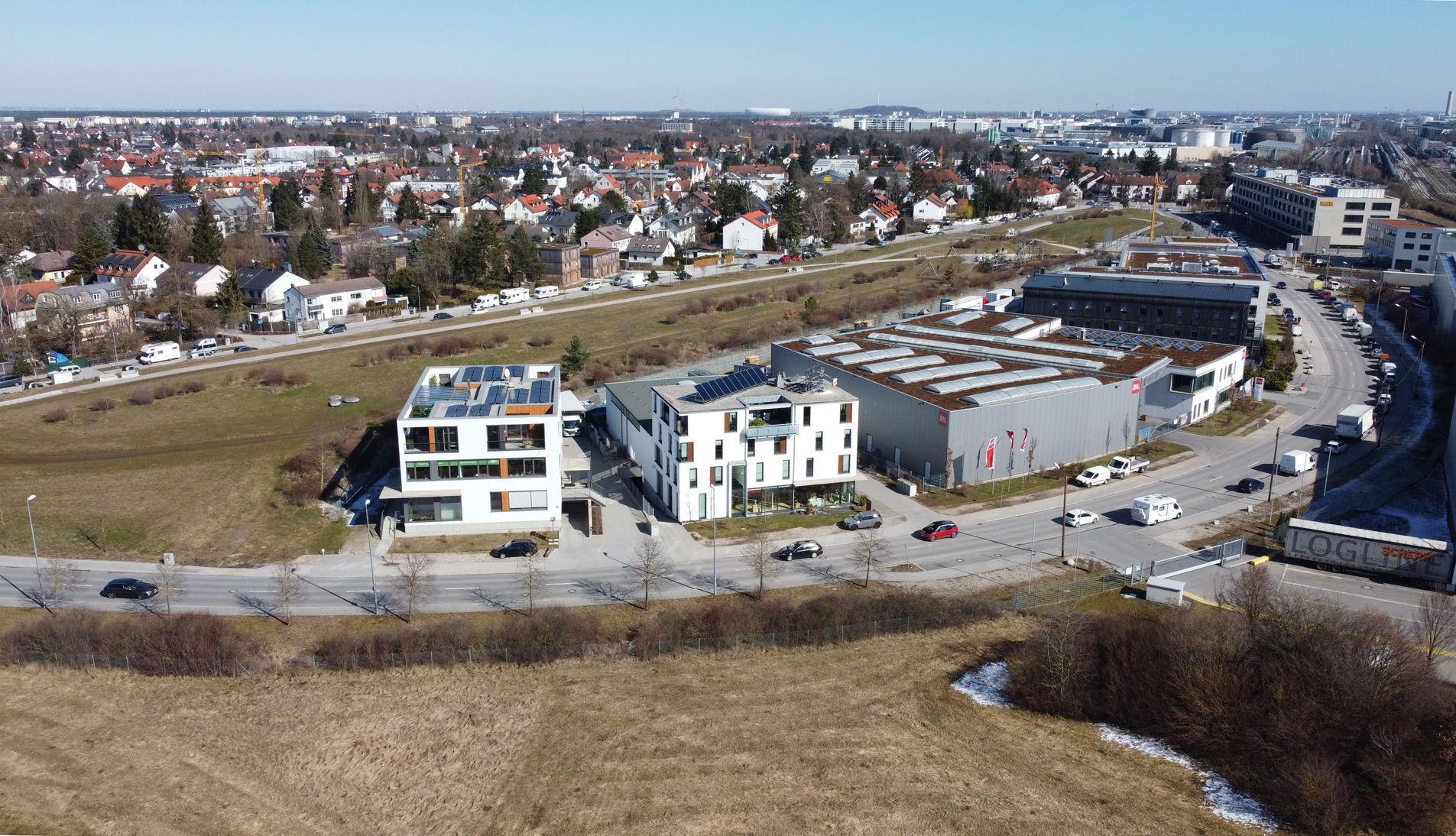
Luftaufnahme